# Listă de persoane din Antichitatea greacă
Aceasta este o listă de persoane remarcabile din Grecia antică.

## Actori
- Metrobius
- Thespis

## Atleți
- Astylos din Croton
- Chionis din Sparta
- Cynisca
- Dioxippus - luptător
- Hydna - înotător și scufundător
- Kleitomachos - luptător
- Leonida din Rodos - alergător antic și câștigător olimpic
- Milo din Croton - luptător
- Troilus din Elis

## Exploratori
- Colaeus
- Herodot (c. 484 î. Hr. – c. 420 î. Hr.)
- Nearchus (360 – 312 î. Hr.)
- Piteas (380 – 310 î. Hr.)
- Scilax
- Xenophon (c. 435 – c. 355 î. Hr.)

## Conducători politici și militari
- Alcibiade (450 – 404 î.Hr.) - general și om de stat atenian
- Alexandru cel Mare - rege și cuceritor macedonean
- Antiochos al III-lea - monarh seleucid
- Aristide (530 – 468 î.Hr.) - om de stat atenian
- Cimon - lider și om de stat atenian
- Cleopatra - regină a Egiptului, din dinastia ptolemaică
- Demostene (384 – 322 î.Hr.) - politician și orator
- Dionisius I - conducător al Siracusei
- Epaminondas - general și om de stat teban
- Eucratides - conducător al grecilor bactrieni
- Leonidas - rege spartan
- Licurg - personaj semilegendar și legislator spartan
- Lisandru - general spartan și erou al Războiului peloponesiac (decedat în 395 î.Hr)
- Memnon din Rhodos - mercenar și general grec în armata persană, sub Darius al III-lea
- Miltiades - general și om de stat atenian
- Nearchus - comandantul naval al lui Alexandru cel Mare
- Pisistrate - tiran atenian
- Pericle (495–429 î.Hr.) - lider și om de stat atenian
- Filip al II-lea al Macedoniei - rege al Macedoniei și tatăl lui Alexandru cel Mare
- Policrates - conducător al Samiei
- Ptolemeu - general macedonean sub Alexandru cel Mare, fondator al dinastiei Ptolemaice, în Egipt
- Pyrrhus din Epirus - a invadat Italia, devenind cunoscut pentru victoriile sale, obținute cu mari sacrificii și pierderi
- Seleucos - general macedonean, sub Alexandru cel Mare, fondator al dinastiei Seleucide în Persia
- Solon - arhonte și legislator atenian
- Temistocle - amiral și om de stat atenian
- Xenofon - general, mercenar, a relatat despre marșul din Persia

## Filozofi
- Anaximandru (c. 610 – c. 546 î.Hr.)
- Anaximene
- Aristotel (384 - 322 î.Hr.)
- Athenagoras din Atena (c. 133 – 190 î.Hr.) - apologet precreștin
- Democrit (n. 460 î. Hr.)
- Diogene din Sinope (412 – 323 î.Hr.)
- Empedocle (490 – 430 î.Hr.)
- Epictet (55 – c. 135)
- Epicur (341 – 270 î.Hr.)
- Epimenides
- Grigorie Nazianzus
- Grigorie de Nisa
- Heraclit
- Hypatia din Alexandria (d. 415)
- Irenaeus
- Celsus
- Leucip
- Parmenide
- Platon (c. 427 – c. 347 î.Hr.)
- Plethon (c. 1355 – 1452)
- Plotin
- Protagora
- Pitagora (582 – 496 î. Hr.)
- Socrate (470 – 399 î. Hr.)
- Thales din Milet (c. 624 – 547 î.Hr.)
- Teofrast
- Xenofan
- Zenon din Kition (334 – 262 î.Hr.)
- Zenon din Eleea (c. 495 – c. 430 î.Hr.)

## Geografi
- Strabon - considerat „părintele geografiei”

## Medici
- Aegimus
- Alcmeon din Crotone
- Areteus din Capadocia
- Ctesias
- Democede
- Dioscoride Pedanios
- Epicarmos
- Erasistrate
- Galenus
- Herodicos din Selimbria
- Herophilos
- Hippocrate
- Oribasios
- Soranus din Efes

## Muzicieni
- Alypius - compozitor
- Terpandru - poet și muzician

## Oameni de știință
- Arhimede
- Aristarh din Samos
- Aristotel
- Ctesibius
- Eratostene
- Euclid
- Galen
- Heron din Alexandria
- Hipparchus
- Hipocrate
- Ptolemeu
- Pytheas
- Strabon
- Theopompus

## Pictori
- Apelles
- Aetion (sec. IV î. Hr.)
- Pictorul berlinez
- Euphronius
- Exekias
- Parrhasius
- Polygnotus
- Zeuxis

## Scriitori
- Aeschylus
- Alcaeus
- Alcman
- Anacreon
- Apollodorus
- Apollonius Rhodius
- Aristofan
- Callimachus
- Cassius Dio
- Euripide
- Eusebiu din Cezareea
- Hecateu din Milet
- Hecateu din Abdera
- Hesiod
- Homer
- Longus
- Marcus Annaeus Lucanus - numit frecvent Lucan
- Menandru
- Pausanias - geograf
- Pindar
- Policarp
- Sappho
- Sofocle
- Theocritus

## Sculptori
- Agesandros, Athanadoros și Polidoros - care au compus grupul Laocoon
- Agasias
- Callicrates - arhitect, a lucrat la Partenon sub îndrumarea lui Fidias
- Fidias
- Lysippos
- Miron
- Plato (sculptor)
- Polyclitus
- Polyeuctes
- Dedal
- Praxiteles
- Scopas